# Rythmus
Rythmus. Jaarboek voor het fin de siècle is een jaarboek dat gewijd is aan het fin de siècle in België en Nederland.

## Geschiedenis
Rythmus verscheen voor het eerst in 2012 onder de titel Lopende vuurtjes en was gewijd aan de Engelse kunst en literatuur in België en Nederland in de tijd van het fin de siècle. In juli 2013 verscheen het tweede over Scheveningen, Oostende en de opkomst van de badcultuur rond 1900. Het derde jaarboek uit oktober 2014 heeft als thema Taboe en verbod in het fin de siècle.
De redactiesecretaris van dit jaarboek was voor de eerste twee delen Anne van Buul. De uitgever is Uitgeverij Verloren te Hilversum.

### Verschenen delen
1. Lopende vuurtjes. Engelse kunst en literatuur in België en Nederland rond 1900 (2012)
2. Koninginnen aan de Noordzee. Scheveningen, Oostende en de opkomst van de badcultuur rond 1900 (2013)
3. Onnoemelijke dingen. Over taboe en verbod in het fin de siècle (2014)
4. 'Allen zijn welkom'. Ontmoetingsplaatsen in de Lage Landen (2017 [=2018])